# Gobierno de Roberto Urdaneta
El Gobierno de Roberto Urdaneta se dio entre 1951 y 1953 en Colombia, como designado por el Congreso de la República en reemplazo de Laureano Gómez.

## Ascenso al poder
Durante el Gobierno de Laureano Gómez, fue nombrado como Ministro de Guerra y sería nombrado como Presidente encargado de por el Congreso de la República el 30 de octubre y asumió el poder el 5 de noviembre de 1951, debido a la licencia por enfermedad de Laureano Gómez quien había sido elegido en las elecciones presidenciales de 1949.  El 9 de diciembre de 1952, Urdaneta sancionó el acto legislativo 01 que convocaba a la Asamblea Nacional Constituyente (ANAC), para debatir una reforma a la Constitución de 1886 desde junio de 1953.

## Gabinete ministerial
| Ministro                                      | Imagen | Nombre                      | Partido                        | Período   |
| --------------------------------------------- | ------ | --------------------------- | ------------------------------ | --------- |
| (Canciller) Ministro de Relaciones Exteriores |        | Juan Uribe Holguín          | Partido Conservador Colombiano | 1952      |
| (Canciller) Ministro de Relaciones Exteriores |        | Guillermo León Valencia     | Partido Conservador Colombiano | 1952-1953 |
| Ministro de Agricultura                       |        | Camilo Cabal                | Partido Conservador Colombiano | 1952-1953 |
| Ministro de Agricultura                       |        | Camilo Vázquez Carrisoza    | Partido Conservador Colombiano | 1953      |
| Ministro de Comunicaciones                    |        | Carlos Albornoz             | Partido Conservador Colombiano | 1952-1953 |
| Ministro de Gobierno                          |        | Luis Ignacio Andrade        | Partido Conservador Colombiano | 1952-1953 |
| Ministro de Gobierno                          |        | Rafael Azuero Manchola      | Partido Conservador Colombiano | 1953      |
| Ministro de Educación                         |        | Rafael Azula Barrera        | Partido Conservador Colombiano | 1952-1953 |
| Ministro de Fomento                           |        | Carlos Villaveces Restrepo  | Partido Conservador Colombiano | 1952-1953 |
| Ministro de Guerra                            |        | José María Bernal           | Partido Conservador Colombiano | 1952-1953 |
|                                               |        | Lucio Pabón Núñez           | Partido Conservador Colombiano | 1953      |
| Ministro de Hacienda y Crédito Público        |        | Antonio Álvarez Restrepo    | Partido Conservador Colombiano | 1952-1953 |
| Ministro de Higiene                           |        | Miguel Antonio Rueda Galviz | Partido Conservador Colombiano | 1952-1953 |
| Ministro de Higiene                           |        | Alejandro Jiménez Arango    | Partido Conservador Colombiano | 1953      |
| Ministro de Justicia                          |        | José Gabriel de la Vega     | Partido Conservador Colombiano | 1952-1953 |
| Ministro de Justicia                          |        | Antonio Escobar Camargo     | Partido Conservador Colombiano | 1953      |
| Ministro de Minas y Petróleos                 |        | Eleuterio Serna             | Partido Conservador Colombiano | 1952      |
| Ministro de Minas y Petróleos                 |        | Rodrigo Noguera Laborde     | Partido Conservador Colombiano | 1952      |
| Ministro de Minas y Petróleos                 |        | Pedro Nel Rueda Uribe       | Partido Conservador Colombiano | 1952-1953 |
| Ministro de Obras Públicas                    |        | Jorge Leyva Urdaneta        | Partido Conservador Colombiano | 1952-1953 |
| Ministros de Trabajo                          |        | Manuel Mosquera Garcés      | Partido Conservador Colombiano | 1952-1953 |
|                                               |        | Raimundo Emiliani Román     | Partido Conservador Colombiano | 1953      |
| Ministro de Salud Pública                     |        | Alfonso Tarazona            | Partido Conservador Colombiano | 1952-1953 |

## Orden público y seguridad
Su gobierno buscó fortalecer a las Fuerzas Militares comprando embarcaciones, y construyendo infraestructura militar.

### La Violencia en los Llanos Orientales
En los Llanos Orientales, se recrudeció La Violencia con la presencia de los grupos paramilitares conservadores de Los Chulavitas,quienes tenían el apoyo de las Fuerzas Militares contra las Guerrillas Liberales al mando de Guadalupe Salcedo, Dumar Aljure entre otros dirigentes. Las guerrillas liberales en Orocué (Casanare), en junio de 1952, atacó por sorpresa el campo de aviación que estaba guarnecido por el Ejército Nacional y dieron de baja a 15 soldados, realizan el 12 de julio de 1952, la emboscada de El Turpial (Puerto López, Meta): 96 soldados muertos.

### La Violencia en Cundinamarca y Tolima
En marzo de 1952, Saúl Fajardo, quien dirigía las guerrillas liberales de Yacopí (Cundinamarca), fue detenido después de intentar pedir asilo en Chile. Fue encarcelado y asesinado en la Cárcel La Modelo de Bogotá, el  2 de diciembre de 1952. Yacopí fue bombardeado y arrasado por las Fuerzas Militares. En Líbano (Tolima) en abril de 1952, se presentó la masacre de aproximadamente 1500 personas, por el gobierno en respuesta a una emboscada de las guerrillas liberales. El 31 de diciembre de 1952, las guerrillas liberales tratan de tomarse por asalto la base aérea de Palanquero, en Puerto Salgar (Cundinamarca). En agosto de 1952, promovida por el Partido Comunista, la Conferencia Guerrillera Nacional en Viotá (Cundinamarca), asistieron guerrilleros liberales de Antioquia y Santander, y otros grupos liberales y comunistas de Cundinamarca y Tolima. Las guerrillas liberales (conocidas como 'limpios') y grupos de autodefensas comunistas (conocidos como 'los comunes') se aliaron para combatir juntas al gobierno, aunque después se separarían. Durante este periodo se presentaron gran cantidad de masacres y atrocidades por los distintos bandos.

### Incendios de septiembre de 1952
El 2 de septiembre de 1952, las guerrillas liberales mataron a cinco agentes de la policía en Rovira (Tolima).  Como aparente respuesta, el 6 de septiembre de 1952, fueron incendiadas las oficinas de la Dirección Liberal, las sedes de los periódicos liberales: El Tiempo y El Espectador  y las casas de los jefes liberales: Alfonso López Pumarejo y Carlos Lleras Restrepo, con la complicidad de las autoridades. Lleras y López se asilaron en la Embajada de Venezuela.

## Economía y obras públicas
Recibió en 1952 una visita del Banco Internacional de Reconstrucción y Fomento, parte del Banco Mundial y por consiguiente de la ONU, y recibió recomendaciones sobre gestión pública. Se dispuso una reforma a los Ferrocarriles Nacionales. Se realizaron reformas económicas al Banco de La República, otorgándole poderes en la asignación del crédito, así como el control de la política cambiaria.
Entregó varias obras como la Represa del Sisga y el Embalse del Neusa, inició la construcción del tramo del ferrocarril del Atlántico hasta el sector de Gamarra, la planta de soda de Cajicá, y continuó con la construcción de los puertos de Buenaventura, Santa Marta y Cartagena. Inició las obras de la siderúrgica Acerías Paz del Río en 1952, en el marco de la Primera Conferencia Latinoamericana del Hierro y del Acero, celebrada en Bogotá. Fomento la construcción de 14.000 viviendas con el Instituto de Crédito Territorial (ICT), el centro urbano Antonio Nariño y se fortaleció el Banco Popular. Se expidió el Código de hidrocarburos en 1953.

## Política interior
El Gobierno de Roberto Urdaneta creó el departamento de Córdoba, mediante la Ley Número 9 de 1951, el 18 de diciembre de 1951.

## Relaciones exteriores

### Reconocimiento de soberanía venezolana en Los Monjes
Urdaneta reconoció la soberanía de Venezuela sobre el Archipiélago de Los Monjes, en noviembre de 1952, mediante un canje de notas suscrito por su Ministro de Relaciones Exteriores, pariente de su esposa, Juan Uribe Holguín, en un hecho que no estuvo exento de polémica por la presunta negligencia y falta de pericia del diplomático colombiano. La nota virtualmente entrega los intereses de la Nación, sin consultar al Congreso de la República y sin atender la recomendación de los juristas, y fue declarada nula e ilegal en 1992 por el Consejo de Estado.

### Guerra de Corea
El 26 de diciembre de 1950, fue creado el Batallón Colombia para participar en la guerra de Corea, como muestra de la política anticomunista del gobierno colombiano, Colombia fue el único país latinoamericano que participó en ese conflicto. Urdaneta dio continuidad a esta política iniciada en el gobierno de Laureano Gómez del cual era ministro. 

## Sociedad

### Deportes
Durante su 1949 y 1953 se presentó el denominado El Dorado del Fútbol Profesional Colombiano, cuando la huelga de futbolistas argentinos, generando un conflicto con la  Asociación del Fútbol Argentino (AFA), que benefició a los equipos colombianos principalmente a Millonarios, y en menor medida a Independiente Santa Fe y a otros clubes colombianos. El 25 de octubre de 1951, la Federación Internacional de Fútbol Asociado (FIFA) expulsó a Colombia de su organización, por la presencia de esos jugadores y de otros países sin la autorización de sus clubes de origen. El 31 de marzo de 1952, Millonarios venció 8-0 al visitante Real Madrid. Según las crónicas de Ernesto Che Guevara, quien asistió al evento deportivo. La narración, entre otras cosas, hace parte de una misiva que Guevara envió a su madre, y en ella relata el clima de represión que se vivía en Colombia durante el gobierno de Urdaneta. Colombia volvería en 1954, a ser parte de la FIFA y con la partida de la mayoría de jugadores extranjeros.